# 秘密の言葉
「秘密の言葉」（ひみつのことば）は、2023年4月5日にリリースされた花譜×ズーカラデルの楽曲である。花譜の様々なアーティストとのコラボレーション企画「組曲」の第12弾である。ミュージックビデオは同日20時にYouTube上で公開された。
『時々ボソッとロシア語でデレる隣のアーリャさん』のテレビアニメ化を記念したテーマソングである。ズーカラデルが書き下ろし、花譜が歌唱した。ちょうど1年後の2024年4月5日にリリース（3月22日に先行販売）されたアルバム『組曲』に収録された。

## 概要
「組曲」は、KAMITSUBAKI STUDIO所属の花譜がその活動3周年を記念し、多数のアーティストやコンポーザーとコラボレーションして楽曲を製作する企画である。その第12弾の本楽曲はズーカラデルとのコラボレーションであり、作詞は吉田崇展、作曲・編曲はズーカラデルによる。バンド構成は、アコースティックギターが吉田崇展、エレクトリックベースが鷲見こうた、ドラムおよびパーカッションが山岸りょう、ピアノが山本健太、エレクトリック・ギターが永田涼司であった。また、ドラム・テクニシャンは伊藤嵩が、録音とMixは南石聡巳が務めた。
ズーカラデルは曲に関して、花譜の現実をぶち抜く声と、自分たちの好きな土っぽいバンドサウンドが混ざったら多分最高だな、と思って書いたというコメントを残している。吉田崇展は本楽曲を花譜に初めて歌ってもらった際、最初の一文字目を聴いた瞬間に本物すぎて笑った、というエピソードを語っている。花譜は生活に寄り添って、普通の毎日を少し特別にしてくれるような、優しくてワクワクする歌詞だとコメントしている。

## ミュージックビデオ
通常バージョンでは歌唱は花譜が単独で行っている。
4月5日に公開されたミュージックビデオには、随所にヒロインのアーリャが登場する。ミュージックビデオのディレクターは SIKAKU Inc. のえーれ（Ehre_origine）、監督は同じく SIKAKU Inc. の川崎ヒロミツ、キャラクターテクニカルアーティストは Lethe が務めた。プロダクションマネージャーは THINKR の Kentaro Iwaki が、プロデューサーは根岸秀幸が務めた。タイトルデザインは玉野ハヅキによるものである。

## アニメ主題歌として
2024年6月26日にメインPV第二弾で公開された「秘密の言葉」アーリャver.では、アーリャ（アリサ・ミハイロヴナ・九条）のキャラクターボイスを務める上坂すみれが歌唱している。
アニメ「時々ボソッとロシア語でデレる隣のアーリャさん」のエンディング主題歌は回ごとに異なるが、第6話ではアーリャ（上坂すみれ）×花譜として、2人のデュエットバージョンのエンディングが放送された。アーリャ（上坂すみれ）×花譜バージョンは2024年8月8日に配信リリースされた。アーリャ（上坂すみれ）×花譜バージョンの編曲は矢鴇つかさによる。エンディングアニメーションの制作スタッフについて、絵コンテ・演出・撮影は桒野貴文、作画監督は迫由里香、原画は藤中友里、動画検査は動画工房作画部 小田道子、動画は松本美穂子、色指定・仕上げ検査は伊藤裕香、仕上げはスタジオエル、3Dエフェクトは増田滉也、背景は若林里紗、制作進行は國定篤、アニメーション制作は動画工房が担当した。